# Большой Предтеченский переулок
Большо́й Предте́ченский переу́лок (в 1922—1992 годах — Большеви́стская у́лица) — улица в центре Москвы на Пресне между Малым Предтеченским переулком и улицей Трёхгорный Вал. Здесь находятся Историко-мемориальный музей «Пресня» и Гидрометцентр России.

## Происхождение названия
Название Большого, Верхнего и Малого Предтеченских переулков возникло в XIX веке по церкви Рождества Иоанна Предтечи «что за Пресненскими прудами». В начале XIX века переулок носил название Малая Пресненская улица. В 1922—1992 годах Большой Предтеченский переулок носил название Большевистская улица. Существовавший также Нижний Предтеченский переулок сейчас — переулок Капранова.

## Описание
Большой Предтеченский начинается от Малого Предтеченского напротив храма Рождества Иоанна Предтечи на Пресне, проходит на северо-запад, справа к нему примыкает Прокудинский переулок, затем он пересекает Малый и Большой Трёхгорные переулки и заканчивается на Трёхгорном Валу.

## Зоны отдыха
Большой Предтеченский переулок примыкает к Парку Декабрьского восстания – к зоне отдыха, разбитой в 1920 году в память о волнениях в декабре 1905 года. В парке установлен обелиск «Героям Декабрьского вооруженного восстания 1905 года», памятник В.И. Ленину, а также мемориальный ансамбль в честь рабочих Пресни, принимавших участие в восстании.
В 2018 году на месте пустыря между домами 7 и 3 стр. 1 был разбит сквер в память о предпринимателях Прохоровых, руководивших «Трехгорной мануфактурой». Инициатива о создании зоны отдыха исходила от местных жителей. В результате благоустройства в сквере были установлены скамейки, спортивная и детская площадки, уличная библиотека и другие малые архитектурные формы. По общегородским итогам благоустройства 2018 года Прохоровский сквер занял 2 место в номинации «Лучшая реализация проекта обустройства общественного пространства». В 2020 году здесь был открыт памятник Василию Прохорову. Автором монумента стал скульптор Александр Смирнов.

## Примечательные здания и сооружения
По нечётной стороне:
- № 1, стр.1 — Духовно-просветительский центр и церковная лавка (в конце XIX - начале XX вв. - дом причта храма Рождества Иоанна Предтечи на Пресне), 1889 г.
- № 3, стр.1 — одноэтажный кирпичный дом, 1926 г.
- № 7, стр. 1 — Начальное училище имени Ф. П. Копейкина-Серебрякова (1904, архитектор Н. Н. Благовещенский)[1]. Ныне — журнал «Метеорология и гидрология»; НИЦ космической гидрометеорологии Планета; Фонд поддержки культуры и спорта «Гуманность»;
- № 11—13 — Гидрометцентр России;
- № 15 — Городская клиническая больница № 19;
- № 19 (отсутствующий) Деревянный жилой дом существовал до 1968 года. До событий 1917 года принадлежал плотницкой артели Н. Я. Шишкова.

По чётной стороне:
- № 2 — Дом настоятеля церкви Рождества Иоанна Предтечи (деревянный одноэтажный). Построен в 1848 году, перестроен в 1886 году.
- № 4 — деревянный дом XIX в. Историко-мемориальный музей «Пресня»;
- № 10, строение 1 — Бывший приют для бедных с домовой церковью (1902, архитектор В. М. Борин). В 1980—1990 годах в этом здании располагался детский сад № 1313, это был один из лучших садов района. После его выселения дом пустует. Принадлежит ОАО “Трехгорная мануфактура”. В 2017 году отнесен к перечню выявленных памятников по заявке активистов Архнадзора. В 2018 году на риэлторских сайтах появились объявления о сдаче дома в аренду как “помещения свободного назначения”. Одновременно на сайте “Трехгорной мануфактуры” оно предлагается для размещения детского сада. Дом внесён в Красную книгу Архнадзора (электронный каталог объектов недвижимого культурного наследия Москвы, находящихся под угрозой), номинация - запустение.[5]
- № 14 — жилой дом начала XX века. Здесь жил журналист Владислав Старков[6].
- № 24 — детский сад № 1926.